# Roberto Ferraris
Roberto Ferraris (* 16. Januar 1952 in Neapel) ist ein ehemaliger italienischer Sportschütze.

## Erfolge
Roberto Ferraris gewann mit der Schnellfeuerpistole 1970 bei den Weltmeisterschaften in Phoenix mit der Mannschaft die Bronzemedaille. 1978 wurde er mit ihr in Seoul schließlich Vizeweltmeister. Dreimal nahm Ferraris an Olympischen Spielen teil. 1972 belegte er in München bei seiner ersten Olympiateilnahme mit der Schnellfeuerpistole den 49. Platz. Bei den Olympischen Spielen 1976 in Montreal erzielte er 595 Punkte und belegte hinter Norbert Klaar und Jürgen Wiefel den Bronzerang. Vier Jahre darauf schloss er in Moskau den Wettbewerb mit der Schnellfeuerpistole auf dem fünften Platz ab und trat erstmals auch mit der Freien Pistole an. Mit dieser belegte er Rang 24.